# Ria van Velsen
Ria van Velsen, née le 22 mars 1943 à La Haye, est une ancienne nageuse néerlandaise spécialiste du dos.

## Biographie
Lors d'un meeting à Groningue en 1964, elle fait partie du relais 4 x 100 m 4 nages qui bat le record du monde de la distance en 4 min 39 s 10. Ses trois compatriotes sont Klenie Bimolt, Ada Kok et Erica Terpstra.
En 1962, aux Championnats d'Europe se déroulant à Leipzig, elle devient championne du 100 m dos. La même année, elle bat trois fois le record du monde de la distance, l'améliorant de 20 centièmes de secondes.

## Palmarès
| Date | Événement             | Lieu     | Course            | Place  |
| ---- | --------------------- | -------- | ----------------- | ------ |
| 1958 | Championnats d'Europe | Budapest | 100 m dos         | 5e     |
| 1960 | Jeux olympiques       | Rome     | 100 m dos         | 7e     |
| 1960 | Jeux olympiques       | Rome     | 4 x 100 m 4 nages | 4e     |
| 1962 | Championnats d'Europe | Leipzig  | 100 m dos         | 1re    |
| 1962 | Championnats d'Europe | Leipzig  | 4 x 100 m 4 nages | 2e     |
| 1964 | Jeux olympiques       | Tokyo    | 100 m dos         | séries |